# Європейська політична співпраця
Європейська політична співпраця (англ. European Political Cooperation, EPC) — запроваджена 1970 р. як засіб координації зовнішньої політики країн-членів. 1987 року формалізована в Єдиному Європейському Акті. Поступово переросла в спільну зовнішню та безпекову політику.